# Thurlstone
Thurlstone – wieś w Anglii, w hrabstwie ceremonialnym South Yorkshire, w dystrykcie metropolitalnym Barnsley. Leży 19 km na północny zachód od miasta Sheffield i 246 km na północny zachód od Londynu.